# Nunți, muzici și casete video
Nunți, muzici și casete video este un film românesc din 2008 regizat de Tudor Giurgiu.